# Фрустрация (психология)

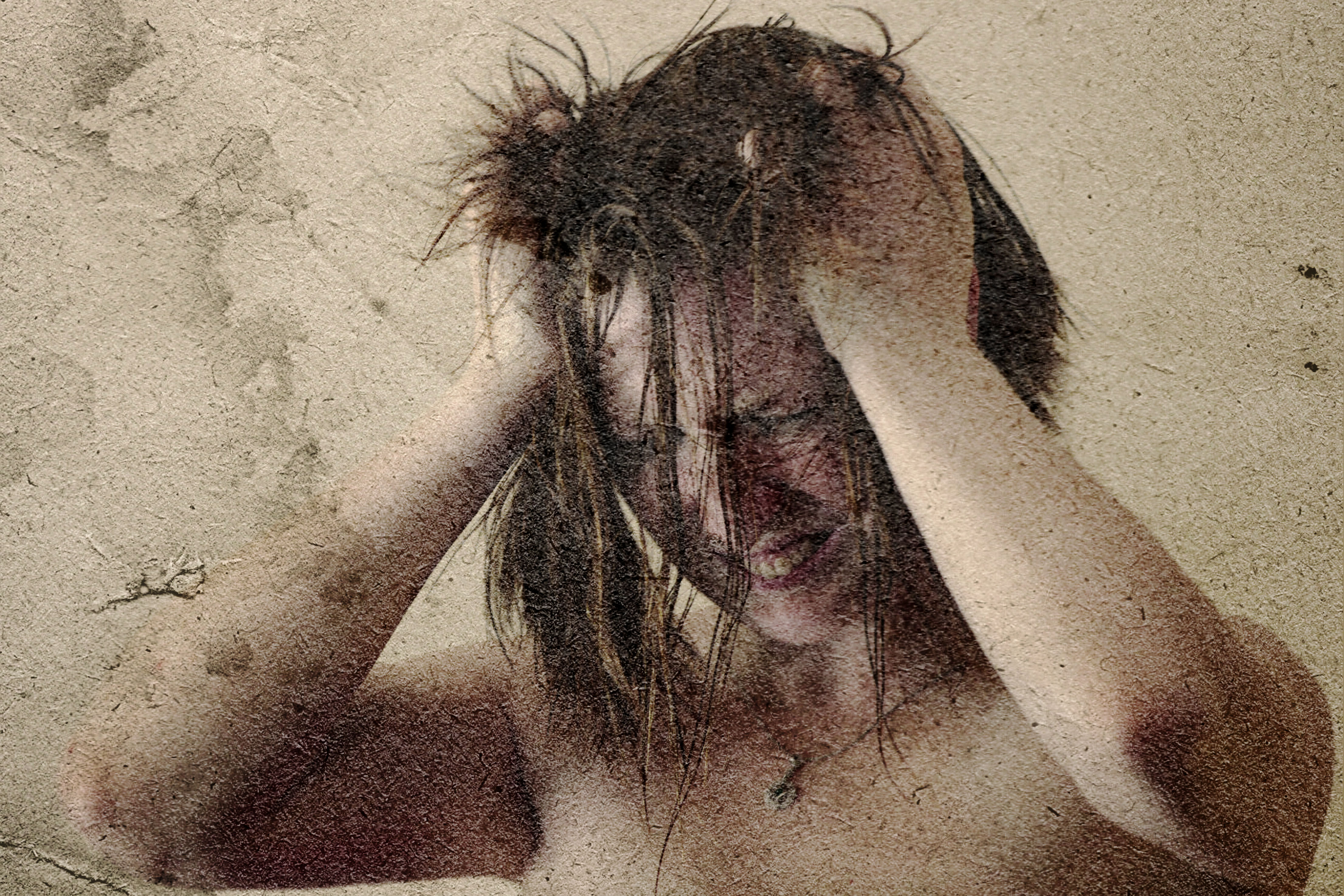
Внешнее проявление фрустрации

Фрустра́ция (лат. frustratio — «расстройство планов», «уничтожение замыслов») — психическое состояние, возникающее в ситуации реальной или предполагаемой невозможности удовлетворения тех или иных потребностей, или, проще говоря, в ситуации несоответствия желаний имеющимся возможностям.
Такая ситуация может рассматриваться как до некоторой степени травмирующая.

## Описание
Фрустрация возникает в ситуации, которая воспринимается субъектом как угроза (потенциальная, реальная) удовлетворению той или иной его потребности. Она проявляется в ряде эмоциональных процессов, таких как разочарование, тревога, раздражение и даже отчаяние.
Как и разочарование, возникает при отсутствии некоего ожидаемого и желанного результата, однако в состоянии фрустрации люди всё ещё продолжают борьбу за получение желаемого, даже если не знают точно, что нужно сделать для достижения успеха.
Часто путают фрустрацию и депривацию, хотя причины и механизмы их в корне различны. Если фрустрация связана с последствиями неудовлетворённых желаний или неудачами в достижении поставленной цели, то депривация вытекает из отсутствия самого́ предмета или возможности, необходимой для удовлетворения. Тем не менее, как фрустрационная, так и депривационная теория невроза сходятся в утверждении общего механизма, когда депривация ведёт к фрустрации; фрустрация ведёт к агрессии; агрессия ведёт к тревоге; и, наконец, тревога ведёт к возникновению защитных реакций. Несмотря на патогенную роль тревожных состояний, в психоанализе принято общее мнение, что развитие Эго начинается именно с фрустрации. Фактически фрустрационные теории невроза исходят из предпосылки, что как депривация, так и фрустрация становятся патогенными только при превышении определённого порога интенсивности, в каждом случае — индивидуального.
Управляемой (или провоцируемой) фрустрацией достаточно широко пользуются психоаналитики, работающие с пациентом методом абстиненции. Поддержание в ходе лечения оптимального уровня (негативного тонуса) фрустрации позволяет добиться необходимого терапевтического эффекта.

## Фрустратор и фрустрация
Фрустратор — это предмет или элемент, который провоцирует состояние фрустрации.
Фрустрация зависит от трёх типов фрустраторов:
1. Лишение — отсутствие нужных средств для достижения цели или удовлетворения потребности. Выделяются внешнее лишение — фрустратор вне человека (человек хочет есть, но не может достать себе еды), и внутреннее лишение — фрустратор в самом человеке (плохое мнение о себе — препятствие развитию отношений).
2. Потери — смерть родного человека, потеря дома (внешняя потеря), потеря авторитета в коллективе (внутренняя потеря).
3. Конфликт — борьба. Внешний конфликт проявляется, например, когда мужчина борется с тем, что любит верную чужую супругу. Внутренний конфликт проявляется, например, когда мужчина перестаёт желать женщину из-за представления того, что кто-то так же желает его мать или сестру[4].

Степень влияния фрустратора зависит от индивидуальных характеристик человека. Один и тот же фрустратор может вызвать у различных людей совершенно разные реакции.

## Классификации фрустрирующих ситуаций
Можно разделять классификации фрустраций по двум типам.
Первая — по характеру фрустрируемых мотивов (то есть что подталкивает достичь цель):
1. Патогенные фрустрации, основывающиеся на базовых потребностях: безопасность, уважение, любовь.
2. Не патогенные, то есть не вызывающие психические нарушения и основывающиеся на приобретённых потребностях.

Вторая — по характеру барьеров (то есть что мешает достичь цель):
1. С физической преградой (стены тюрьмы).
2. С биологической преградой (рак, старость).
3. С психологической преградой (тревога, низкий интеллект).
4. С социокультурной преградой (закон, правила).

Есть также барьеры по Т. Дембо, внутренние и внешние: первые препятствуют достижению цели, вторые не дают человеку выйти из ситуации.

## Типология состояний поведения как следствия фрустрации
Поведение в ситуации фрустрации характеризуется двумя параметрами:
1. Мотивосообразность — наличие осмысленной перспективной связи поведения с мотивом, имеющим психологическую ситуацию.
2. Организованность целью, которая не зависит от того, ведёт ли достижение этой цели к реализации мотива.

При этом параметры при фрустрации проявляются в разных полюсах: либо поведение организовано целью, либо дезорганизовано; и в то же время быть сообразным мотивосообразным или не быть.
Следовательно, формируются четыре типа поведения:
1. Мотивосообразное и организованное целью, или псевдофрустрационное: человек разыгрывает определённое состояние при фрустрации (апатию или агрессию), но при этом сознательно себе помогает достичь цели.
2. Мотивосообразное, но неорганизованное целью: человек «закатывает» истерику, теряет контроль (силу воли), но из-за того, что есть контроль сознанием, не исчезает надежда на разрешение конфликта.
3. Немотивосообразное, но организованное целью: человек теряет контроль сознанием (исходный мотив перестаёт работать) и действует целенаправленно не «ради чего-то», а «вследствие чего-то». Пример, женщина ругается с людьми в очереди из-за того, что опаздывает на поезд, который отходит.
4. Немотивосообразное и не организованное целью, или катастрофическое: человек теряет и силу воли, и контроль сознанием, и он дезорганизован, его поведение не имеет уже связи с исходным мотивом (нет надежды и терпения)[5].

## Типические состояния при действии фрустратора
1. Толерантность: ситуация, когда фрустратор не вызывает фрустрацию.
  - «Здоровая» толерантность — спокойствие, рассудительность, принятие случившегося как жизненный урок.
  - «Напряжённая» толерантность — сдерживание импульсивных реакций.
  - «Бравирование» как толерантность — равнодушие, скрываемая злость, уныние.
2. Агрессия как фрустрация — прямое намеренное нападение с целью захвата или угроза, желание напасть, враждебность.
3. Фиксация как фрустрация имеет два значения:
  - Фиксация как активное состояние — продолжение уже необязательного (бесполезного или опасного) действия, выраженное в стереотипности, повторении, ригидности и в не враждебности.
  - Прикованность к фрустратору — фиксация, которая поглощает всё внимание к фрустратору (переживание, анализ) и выражается в стереотипности восприятия и мышления (капризное поведение).
4. Отвлечение в позволяющую «забыться» деятельность.
5. Депрессивное состояние — чувство печали, неуверенности, отчаяния, апатия.
6. Регрессия — возвращение к инфантильным формам поведения, понижение уровня деятельности, примитивность (потребность, чтобы приласкали или пожалели как ребёнка).
7. Эмоциональность[2].

## Длительность фрустрации
Описаны следующие виды фрустрации, различающиеся по длительности:
- краткие вспышки агрессии или депрессии;
- продолжительные настроения, оставляющие след на всю жизнь или определённый период

## Экспериментальные исследования фрустрации[6]
Т. Дембо давала испытуемым задачи, которые не имеют решения.
Первый тип: нужно накинуть кольца на бутылки 10 раз подряд с расстояния 3,5 метров с установкой, что невозможно сделать.
Второй тип: не выходя из квадрата 2,5×2,5 м, нужно достать цветок (на высоте 110 см и на расстоянии 120 см от квадрата). Внутри квадрата есть стул. Если испытуемый находил способ это сделать, экспериментатор говорил придумать другой способ.
Поиск способа может продолжаться от 1—2 ч до 2—3 дней.
Это исследование позволяет изучить процесс возникновения гнева (напряжённости, невыносимости). Гнев — это конфликт между двумя барьерами: внутренний — то, что препятствует достижению цели (предметы, сложность, неумение); внешний — то, что мешает остановить выполнение задачи (требование экспериментатора).
Другое исследование Р. Баркера, Т. Дембо, К. Левина было направлено на изучение фрустрации как регрессии: 3 группы (2—5 лет) дошкольников последовательно выполняют 3 игровые ситуации. В первый день дети по одному играют 30 минут в одной половине комнаты. Во второй день им открывается доступ на 15 минут играть в другой половине комнаты с более привлекательной игрушкой. По истечении времени доступ загораживается прозрачной перегородкой, и ребёнку можно играть только в первой половине комнаты с менее привлекательной игрушкой (30 минут).
На основе построенной исследователями шкалы «развитие ребёнка по месяцам во время игры», оказалось, что из-за появления фрустрации (лишение привлекательной игрушки) у детей выявлялась «примитивизация» игры, то есть их действия, интересы ограничились, манипуляции с игрушками стали невыразительными, игра стала менее реалистичной. Также глубокая регрессия отмечается у детей с высокой степенью фрустрации, а у детей с маленькой степенью фрустрации менее выражена агрессивность.

## Конструктивный эффект
Фрустрация и конфликт могут помочь достижению какой-либо цели, так как происходит фокусировка на главном мотиве, а другие потребности идут на второй план.
Может происходить интенсификация усилий: чем больше барьеров, тем больше мобилизация сил для их преодоления. Если есть препятствие, то сила мотива максимальна.
Также может происходить замена средств достижения цели (свежий взгляд на проблему, пересмотр своих действий), замена самой цели (предпочтение другой цели, которая удовлетворяет потребность), переоценка ситуации (иное восприятие контекста проблемы для достижения цели в результате напряжения).

## Деструктивный эффект
Если конструктивного эффекта не наблюдается, напряжение усиливается при фрустрации и конфликте, и происходит деструктивный эффект, который носит разрушительный характер.
Причины:
1. Большой рост мобилизации энергии, превышающий уровень выполнения задачи (поспешишь — людей насмешишь).
2. Чрезмерное напряжение, приводящее к ограничению когнитивного уровня (из-за фокусировки внимания на цели человек не видит успешных путей для её достижения).
3. Рост напряжения может нести за собой эмоциональное возбуждение, которое приводит к иррациональному выбору решения задачи (например, когда человек волнуется и паникует, он теряет контроль над ситуацией).

Деструктивные последствия, к которым приводит превышение порога индивидуальной толерантности к фрустрации (то есть последствия, наступающие при превышении уровня напряжения, выводящего из душевного равновесия):
1. Агрессия — прямая атака на барьер как адаптивное поведение или непрямая атака на «козлов отпущения».
2. Бегство от ситуации — негативный акт, который не приводит к достижению цели[9].